# Psyrassaforma
Psyrassaforma is een kevergeslacht uit de familie van de boktorren (Cerambycidae). De wetenschappelijke naam van het geslacht werd voor het eerst geldig gepubliceerd in 1991 door Chemsak.

## Soorten
Psyrassaforma omvat de volgende soorten:
- Psyrassaforma janzeni Chemsak, 1991
- Psyrassaforma nitida Chemsak, 1991